# Metanola myriostigma
Metanola myriostigma är en fjärilsart som beskrevs av Van Son 1933. Metanola myriostigma ingår i släktet Metanola och familjen trågspinnare. Inga underarter finns listade i Catalogue of Life.